# ون بیورن (مین)
ون بیورن، مین (به انگلیسی: Van Buren, Maine) یک سکونتگاه مسکونی در ایالات متحده آمریکا است که در شهرستان اروزتوک، مین واقع شده‌است.

## خصوصیات
ون بیورن ۹۰٫۲۹ کیلومترمربع مساحت و ۲٬۱۷۱ نفر جمعیت دارد.